# Gerarctia signata
Gerarctia signata är en fjärilsart som beskrevs av Rudolf Pinker 1965. Gerarctia signata ingår i släktet Gerarctia och familjen nattflyn. Inga underarter finns listade i Catalogue of Life.